# Аул на хан Омуртаг
Аулът на хан Омуртаг (или Омуртагов аул ) е военно укрепление (укрепен дворец), изграждането на който се свързва със строителните дейности на хан Омуртаг през 822 година. Той е произведение на Плисковско-Преславската култура. Смята се, че това е дворецът, споменат в Чаталарския надпис. Аулът се свързва и с предходен културен пласт датиран в IV-V век, който говори за готско присъствие в района. През 1976 г. тук е открита църква от IV век със запазени останки от най-ранните християнски стенописи по българските земи.
Археологическите проучвания на аула започват през 1957 година под ръководството на ст.н. с. Вера Антонова и ст.н. с. Цветана Дремсизова-Нелчинова от Народния музей – гр. Коларовград (Регионален исторически музей – гр. Шумен Архив на оригинала от 2018-04-14 в Wayback Machine.) и продължават до началото на 80-те. От 2002 година работата е подновена под ръководството на н.с. Тодор Балабанов от филиала на Археологическия институт към БАН в гр. Шумен.

## Разположение
Аулът е разположен в местността „Хисар кале“ в землището на община Велики Преслав на около 2 km южно от село Хан Крум и река Камчия и на около 10 km от градовете Шумен и Велики Преслав. До него се достига по черен път обслужващ по-скоро местните земеделски стопани отколкото археологическия обект. Освен указателните табели по пътя между Велики Преслав и Шумен липсват други такива, които да насочват към двореца. С изключение на един от обектите мястото е необлагородено и в процес на археологическо проучване.

## Готски период
Датирането на готското присъствие в района се дължи на д-р Тодор Балабанов. В района са разкрити пет църкви. Проучванията показват, че това е готски ариански епископски център. Под могила е открита голяма епископска църква. В близост до могилата има и друга готска църква датирана също от IV век. В нея са открити и най-ранните християнски стенописи в България. Смята се, че тази църква е лична и вероятно е била на готския епископ Вулфила, създал древногерманската азбука и превел Библията на готски. Тук са открити следи от селище, готска и тракийска керамика. Разкрити са и гробове с козметично-медицински комплекти (пинсети, лъжичка и кюрета), токи от колани, златни готски накити и фибули в тях. В един от гробовете е погребана жена с характерна изкуствена деформация на черепа, показващ благороден произход. Смята се, че районът е плячкосан и разрушен в резултат на хунските нашествия в края на V век.

## Български период
Аулът е изграден през 822 г. по време на управлението на хан Омуртаг. Построен по модела на столицата на първата българска държава Плиска. Южната част на голямата готска църква е пресечена от палисада. Разкрито е пространство около половин декар, което според учените е представлявало езическо култово съоръжение, където са правени жертвоприношения. Открит е каменен блок, върху който е оформен канал за изтичане на кръвта на жертвените животни. Открити са и кости на кучета и зайци вероятно принесени в жертва. Все още не е изяснена ролята на аула във военната система на първата българска държава.